# Прахлада
Прахла́да (санскр. प्रह्लाद, IAST: prahlāda) — индуистский святой, персонаж пуранических текстов индуизма, где он описывается как возвышенный преданный Вишну. Прахлада родился в Сатья-югу в семье великого асуры Хираньякашипу, который подверг его суровым преследованиям. Чтобы защитить своего преданного, Вишну явился в образе человекольва Нарасимха аватары и убил Хираньякашипу. Последователи вайшнавизма почитают Прахладу как одного из величайших вайшнавов, махаджану. В «Бхагавата-пуране» содержатся философские наставления Прахлады, в которых он излагает основные принципы бхакти-йоги — любовного преданного служения Богу.
В индийской фестивальной традиции эта история имеет определённую связь с праздником Холи — одним из самых важных фестивалей в Индии, который празднуется по всей стране. В одной из попыток убить Прахладу, Хираньякашипу усадил его на погребальный костёр вместе с его сестрой по имени Холика. У Холики было особое благословение, согласно которому она не могла быть сожжена огнём. Прахлада же просто стал воспевать имена Вишну и с ним ничего не случилось, в то время как Холика сгорела в огне. Именно это событие празднуется в индуистском фестивале Холи.

## Пураническая история Прахлады

### Прахлада слушает наставления Нарады в лоне Каядху
У Хираньякашипу от его жены Каядху родилось четверо сыновей: Самхлада, Анухлада, Хлада и Прахлада, а также дочь Симхика (Холика). Когда Хираньякашипу покинул своё царство и отправился на гору Мандара совершать аскезу, остальные асуры, спасаясь от девов, разбежались в разные стороны. Жена Хираньякашипу, Каядху, была в то время беременна Прахладой, и девы, думая, что в её чреве находится ещё один демон, взяли её под стражу. Они намеревались убить её ребёнка, как только он появится на свет. Решив забрать Каядху с собой на райские планеты, девы отправились в путь, но по дороге встретили великого риши Нараду, который остановил их и до возвращения Хираньякашипу приютил Каядху в своём ашраме. Живя в ашраме Нарады, Каядху молилась о том, чтобы с её ребёнком ничего не случилось, и Нарада, заверив её, что ребёнку ничего не грозит, дал ей духовные наставления. Прахлада, хотя и находился ещё в лоне матери, воспользовался случаем и внимательно слушал наставления святого мудреца о том, как служить Вишну.

### Обучение Прахлады
У духовного наставника Хираньякашипу, Шукрачарьи, было два сына, Шанда и Амарка, которые стали обучать Прахладу. Они пытались учить мальчика политической, экономической и прочей материальной деятельности, но он отказывался следовать их наставлениям. Его привлекала только духовная жизнь. Однажды Хираньякашипу попросил своего сына рассказать о лучшем из того, что он узнал от учителей. Прахлада ответил, что человек, который пребывает во власти материального сознания и обеспокоен всевозможными проявлениями двойственности, должен оставить семейную жизнь и уйти из дома в лес, чтобы поклоняться Верховному Господу Вишну.
Услышав от Прахлады о служении Богу, Хираньякашипу решил, что мальчик попал под тлетворное влияние кого-то из школьных друзей и попросил Шанду и Амарку позаботиться о том, чтобы его сын не стал вайшнавом. Но когда учителя спросили Прахладу, почему он делает не то, чему они его учат, Прахлада ответил, что хочет стать чистым преданным Вишну. Разгневанные этим ответом, учителя принялись угрожать ребёнку страшными наказаниями. Они приложили все силы к тому, чтобы Прахлада усвоил их наставления, а затем опять привели его к отцу.
Хираньякашипу усадил сына к себе на колени и снова попросил его назвать самое ценное из услышанного от своих наставников. Прахлада начал прославлять девять методов преданного служения (бхакти-йоги) Вишну. Хираньякашипу пришёл в ярость и стал ругать Шанду и Амарку за то, что они ведут Прахладу по ложному пути. Учителя ответили царю, что Прахлада с самого начала был вайшнавом и не слушал их наставлений. Убедившись в невиновности школьных учителей, Хираньякашипу спросил Прахладу, где он научился вишну-бхакти. Прахлада в ответ начал давать философские наставления своему отцу. Он сказал, что те, кто слишком привязан к семейной жизни, не способны осознать Бога ни поодиночке, ни сообща. Они вращаются в круговороте самсары и, страдая от повторяющихся рождений и смертей, просто «жуют пережёванное». Прахлада объяснил, что долг каждого человека — осознать Бога.
Взбешённый таким ответом, Хираньякашипу скинул Прахладу со своих колен. Поскольку Прахлада стал преданным Вишну — того, кто убил Хираньякшу, дядю Прахлады, — Хираньякашипу счёл своего сына предателем и велел слугам убить его, что они и попытались сделать всеми способами. Они пронзали Прахладу разным оружием, бросали его под ноги слонам, скидывали с горной вершины, травили его ядом и тысячами других способов пытались лишить его жизни, однако у них ничего не вышло. Тогда Хираньякашипу начал наполнять страх перед собственным сыном и он заключил Прахладу под стражу. Сыновья Шукрачарьи, духовного учителя Хираньякашипу, снова взялись вразумлять Прахладу, но он не внимал их наставлениям.

### Прахлада проповедует сыновьям асуров
Прахлада также начал проповедовать о Вишну своим сверстникам, сыновьям асуров, и те, слушая его, тоже стали вайшнавами. Обращаясь к ним, Прахлада говорил о том, что все живые существа, особенно люди, должны с первых же дней своей жизни стремиться к духовному самопознанию. С детских лет человеку следует усвоить, что основным занятием должно быть поклонение Всевышнему. Не стоит искать мирских наслаждений: человек должен довольствоваться теми материальными благами, которые он может обрести без прилагания больших усилий, и, поскольку жизнь его очень коротка, ему надлежит использовать каждое мгновение для духовного развития. Прахлада говорил о том, что человек, находящийся в заблуждении, думает: «Пока я молод, я буду наслаждаться материальным миром, а когда состарюсь, то встану на путь духовного самоосознания». Прахлада объяснил, что идея эта неосуществима, так как в старости такой человек уже не сможет научиться вести духовный образ жизни. Следовательно, нужно с самого детства посвятить себя служению Богу путём слушания о Его качествах, деяниях и славе, воспевания Его святых имён и других методов бхакти-йоги. Прахлада объявил, что это является долгом каждого живого существа. Он также объяснил, что мирское знание осквернено тремя гунами материальной природы, чем и отличается от знания духовного, полностью свободного от их влияния. Прахлада открыл своим друзьям, что он услышал эти наставления от самого Нарады.

### Явление Нарасимхи

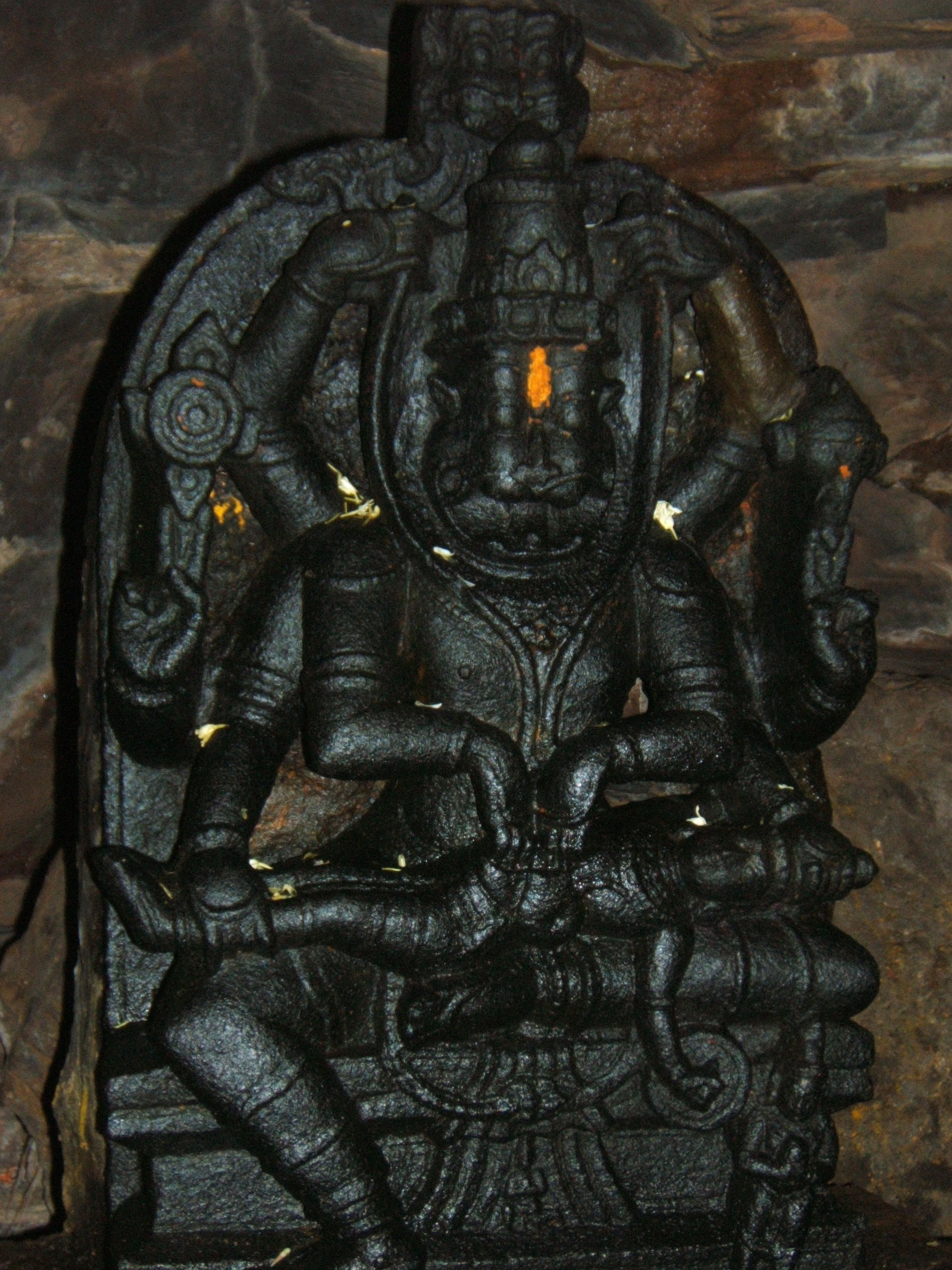
Мурти Джвала Нарасимхи в Аховалам. Это мурти установлено на точном месте, где, согласно Пуранам, Нарасимха достиг апогея своей ярости, раздирая на части демона Хираньякашипу и изображает Нарасимху именно в этот момент. В правом нижнем углу изображён Прахлада со сложенными в молитве руками.

Следуя наставлениям Прахлады, другие сыновья асуров тоже развили в себе привязанность к Вишну. Когда эта привязанность стала явной, их школьные учителя, Шанда и Амарка, к своему ужасу увидели, что мальчики превращаются в настоящих вайшнавов. Сами учителя ничего с этим поделать не могли, и потому они пошли за помощью к Хираньякашипу и подробно рассказали ему, к чему привела проповедь Прахлады. Выслушав их, Хираньякашипу пришёл в великую ярость и решил убить своего сына. Прахлада начал всячески призывать своего демонического отца к благоразумию, но ему так и не удалось успокоить его. Хираньякашипу стал заявлять, что он более велик, чем Вишну, но Прахлада возразил ему, сказав, что Хираньякашипу не Бог, и начал прославлять Всевышнего. «Бог вездесущ, — сказал Прахлада, — все находятся в Его власти и нет никого равного Ему или более великого, чем Он». Потом Прахлада попросил своего отца покориться всемогущему Вишну.
Чем больше Прахлада славил Вишну, тем больше гневался Хираньякашипу. Наконец он спросил своего сына, присутствует ли Бог, о котором тот всё время твердит, в колоннах дворца. Прахлада тут же ответил: «Да, поскольку Бог вездесущ, Он есть и в этих колоннах». Хираньякашипу назвал слова своего юного сына детским лепетом и изо всех сил ударил по колонне кулаком.

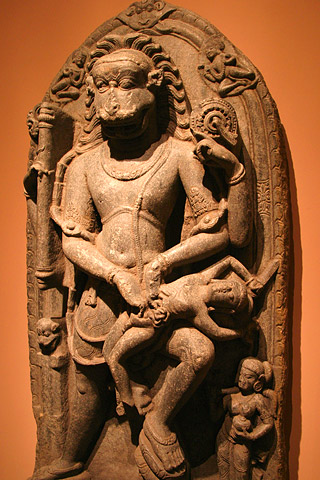
Древняя статуя Нарасимхи, убивающего Хираньякашипу

Как только он сделал это, раздался оглушительный рёв, от которого содрогнулась вся вселенная. Сначала Хираньякашипу ничего не увидел, кроме колонны, но потом его взору явился Вишну, который, желая подтвердить слова своего преданного Прахлады, явился из этой колонны в удивительном облике Нарасимхи, человекольва. Хираньякашипу сразу же начал сражаться с этим необычным воплощением Бога. Некоторое время Нарасимха наслаждался сражением с Хираньякашипу, а к вечеру, в сумерки, он поймал его, бросил его к себе на колени, ногтями вспорол ему живот и надел его кишки себе на шею как гирлянду. Нарасимха убил не только Хираньякашипу, но и множество его воинов. Когда сражаться было уже не с кем, Нарасимха, рыча от гнева, сел на царский трон Хираньякашипу.
Убив Хираньякашипу, Нарасимха по-прежнему пылал гневом, и девы во главе с Брахмой никак не могли его успокоить. Даже Лакшми, богиня процветания, неразлучная спутница Нараяны, не осмелилась приблизиться к своему супругу Нарасимхе. Тогда Брахма попросил Прахладу подойти к Нарасимхе и успокоить его. Прахлада, уверенный в благосклонности Нрисимхадевы, ничуть его не боялся. Он степенно подошёл к нему и склонился к его стопам. Нарасимха, полный нежной любви к Прахладе, положил ему на голову свою руку, отчего Прахлада мгновенно обрёл полное духовное знание. Получив это знание и преисполнившись экстатическим духовным чувством, Прахлада стал возносить Нарасимхе молитвы. Эти молитвы рассматриваются в индуистской традиции как возвышенные духовные наставления, предназначенные всем людям. Нарасимха, умиротворенный молитвами Прахлады, готов был одарить его любыми материальными благами. Но Прахладу не прельщали мирские блага. Единственное, чего он хотел, — это всегда оставаться слугой слуги Бога.
Теперь вселенная была избавлена от власти грозного асуры, и всех её обитателей охватила великая радость. Девы во главе с Брахмой подошли к Нарасимхе и тоже стали возносить ему молитвы. Пришли также и обитатели высших планет. Среди них были великие святые, питары, сиддхи, видьядхары, наги, Ману, Праджапати, гандхарвы, чараны, якши, кимпуруши, вайталики, киннары и другие существа, имеющие человеческий облик. Все они собрались вокруг Нарасимхи, который, сидя на троне, излучал ослепительное сияние.

## Значение
Пример Прахлады демонстрирует, что чистая преданность зависит не от рождения, а от характера. Несмотря на то, что Прахлада родился в семье асура, он проявил самый возвышенный уровень бхакти.
Убийство Хираньякашипу является одним из самых значимых подвигов Вишну. В индийской фестивальной традиции эта история имеет определённую связь с праздником Холи — одним из самых важных фестивалей в Индии, который празднуется по всей стране. В одной из попыток убить Прахладу, Хираньякашипу усадил его на погребальный костёр вместе с его сестрой по имени Холика. У Холики было особое благословение, согласно которому она не могла быть сожжена огнём. Прахлада же просто стал воспевать имена Вишну и с ним ничего не случилось, в то время как Холика сгорела в огне. Именно это событие празднуется в индуистском фестивале Холи.

## Места паломничества
Самые важные места паломничества, связанные с Прахладой и Нарасимхой:
- Симхачалам
- Аховалам
- Кадири